# Ernst Hufschmid (kézilabdázó)
Ernst Hufschmid (1910. október 9. – ?) olimpiai bronzérmes svájci kézilabdázó.
Részt vett az 1936. évi nyári olimpiai játékokon, amit Berlinben rendeztek. A kézilabdatornán játszott, és a svájci válogatott tagjaként bronzérmes lett.